# Jacquemontia uleana
Jacquemontia uleana är en vindeväxtart som beskrevs av Hallier f. Jacquemontia uleana ingår i släktet Jacquemontia och familjen vindeväxter. Inga underarter finns listade i Catalogue of Life.